# Longquan

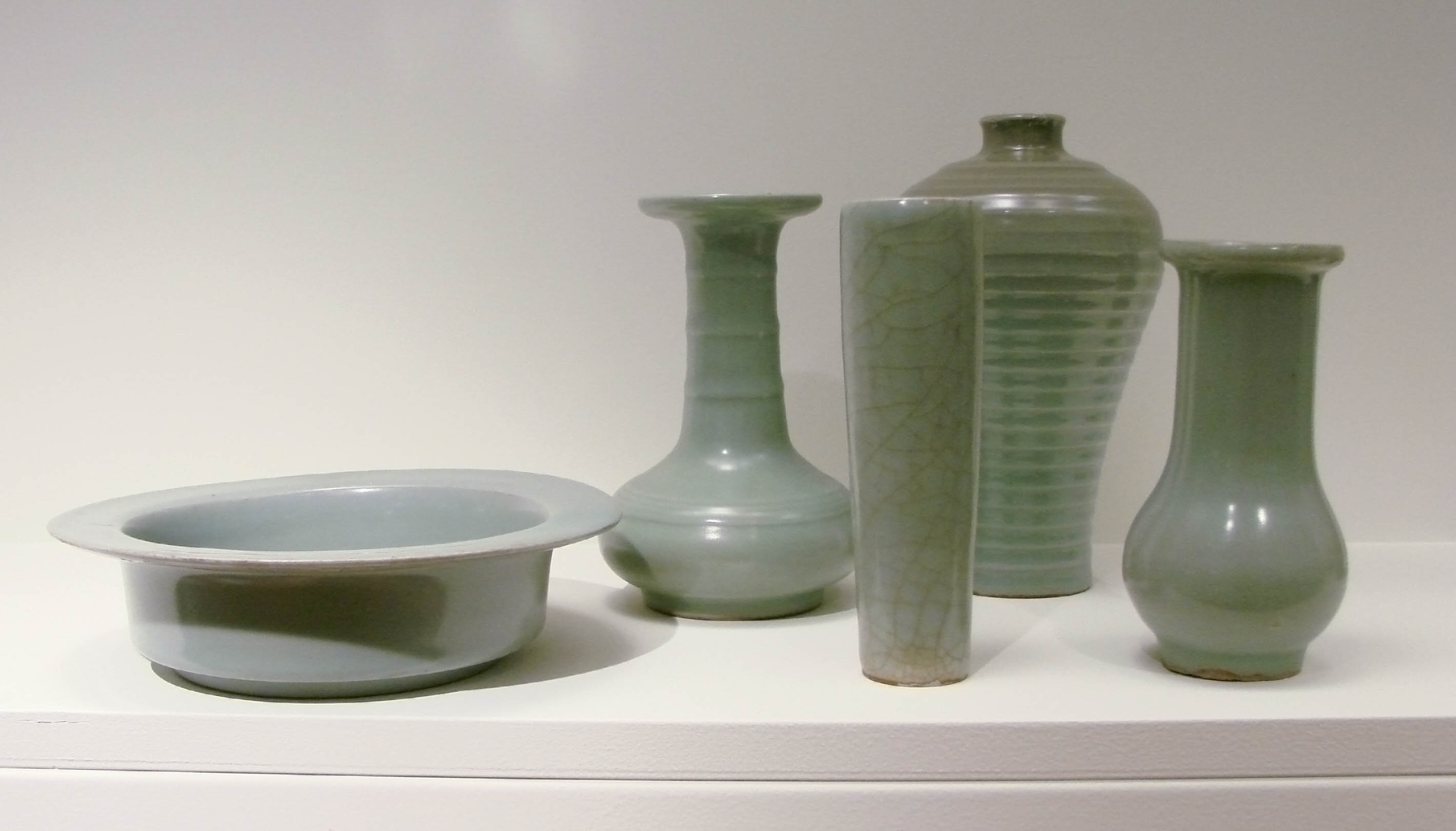
Seladon aus Longquan im Musée Guimet

Longquan (龙泉市 Lóngquán Shì) ist eine kreisfreie Stadt im Verwaltungsgebiet der bezirksfreien Stadt Lishui im Südwesten der chinesischen Provinz Zhejiang. Sie hat eine Fläche von 3.040 Quadratkilometern und zählt 248.866 Einwohner (Stand: Zensus 2020).

## Kultur
Die Stätte der Longquan-Keramik-Brennöfen von Dayao in der Großgemeinde Xiaomei (小梅镇) steht seit 1988 auf der Liste der Denkmäler der Volksrepublik China (3-228) und seit 2009 auf der Liste des immateriellen Kulturerbes der UNESCO.

## Administrative Gliederung
Auf Gemeindeebene setzt sich die Stadt aus drei Straßenvierteln, acht Großgemeinden, sieben Gemeinden und einer Nationalitätengemeinde der She zusammen. 